# Kepler-296
Kepler-296 — одиночная звезда (красный карлик) в созвездии Дракона. Находится на расстоянии 1089 световых лет от Солнца.

## Планетная система
Kepler-296 примечательна своей планетной системой, которая включает две экзопланеты, находящиеся в зоне обитаемости: Kepler-296 e и Kepler-296 f.